# Lhotka u Přerova
Lhotka u Přerova je přírodní památka poblíž obce Lhotka v okrese Přerov. Oblast spravuje Agentura ochrany přírody a krajiny ČR. Důvodem ochrany je zachování květeny a drobného živočišstva.

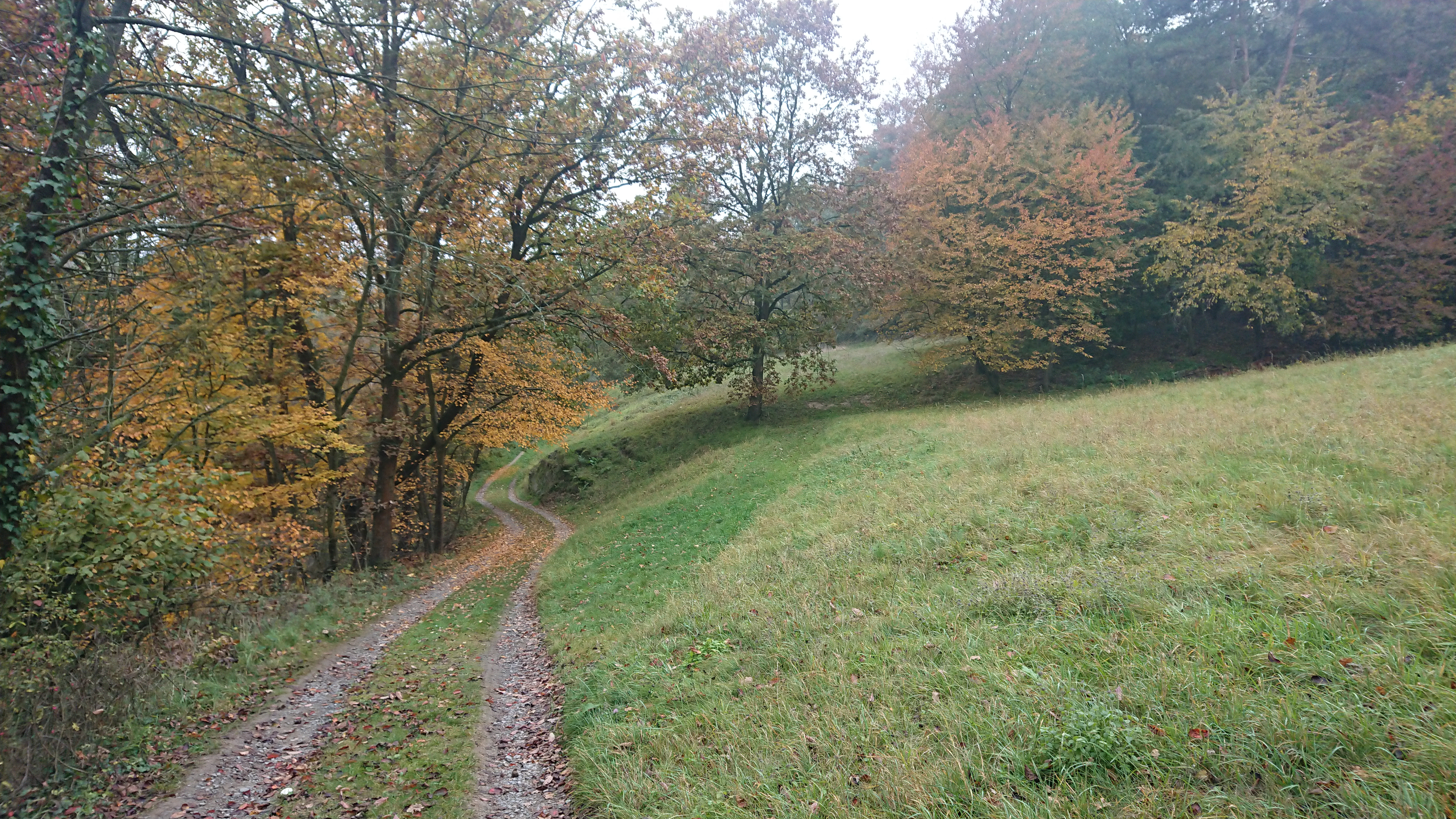
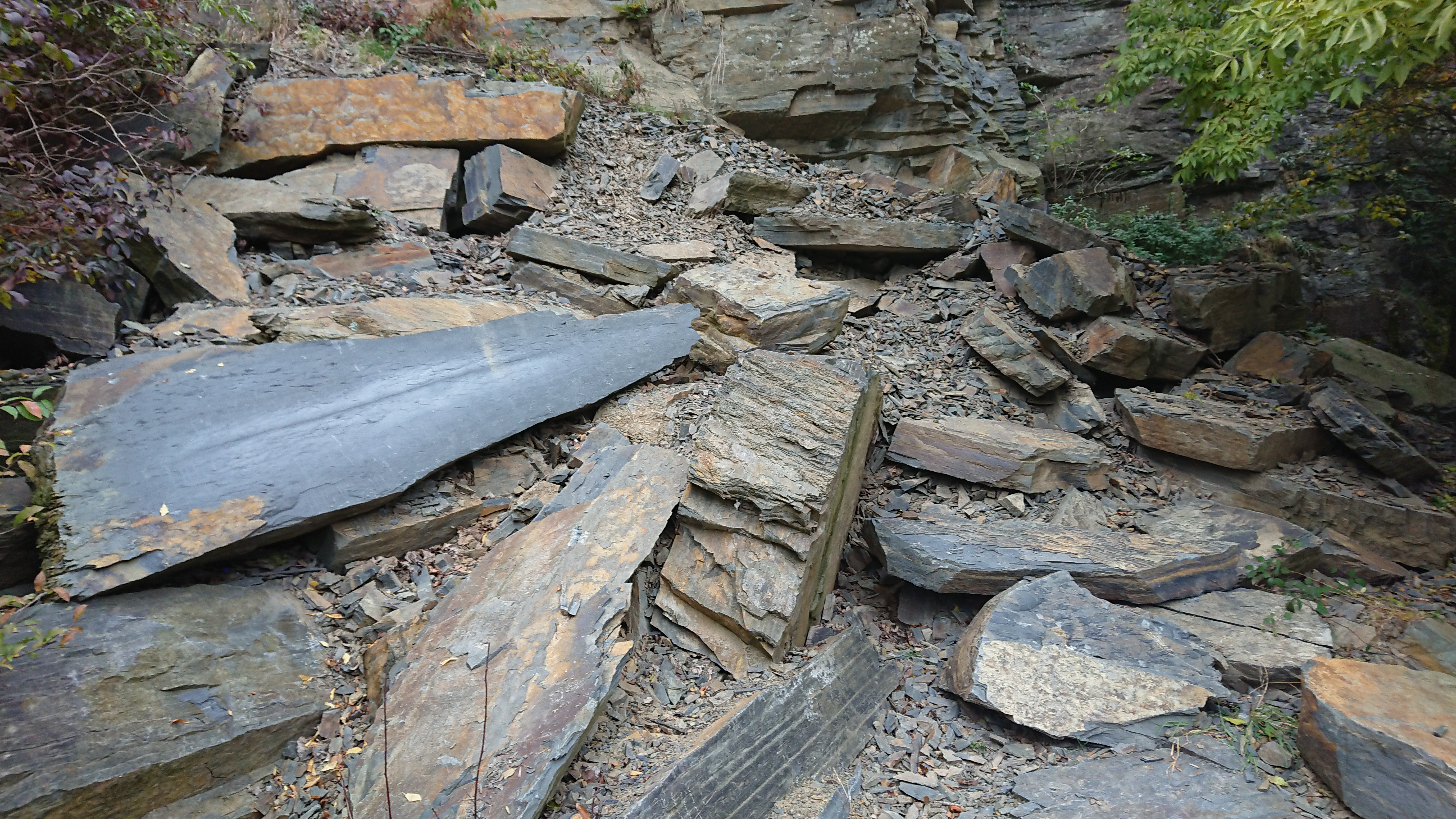
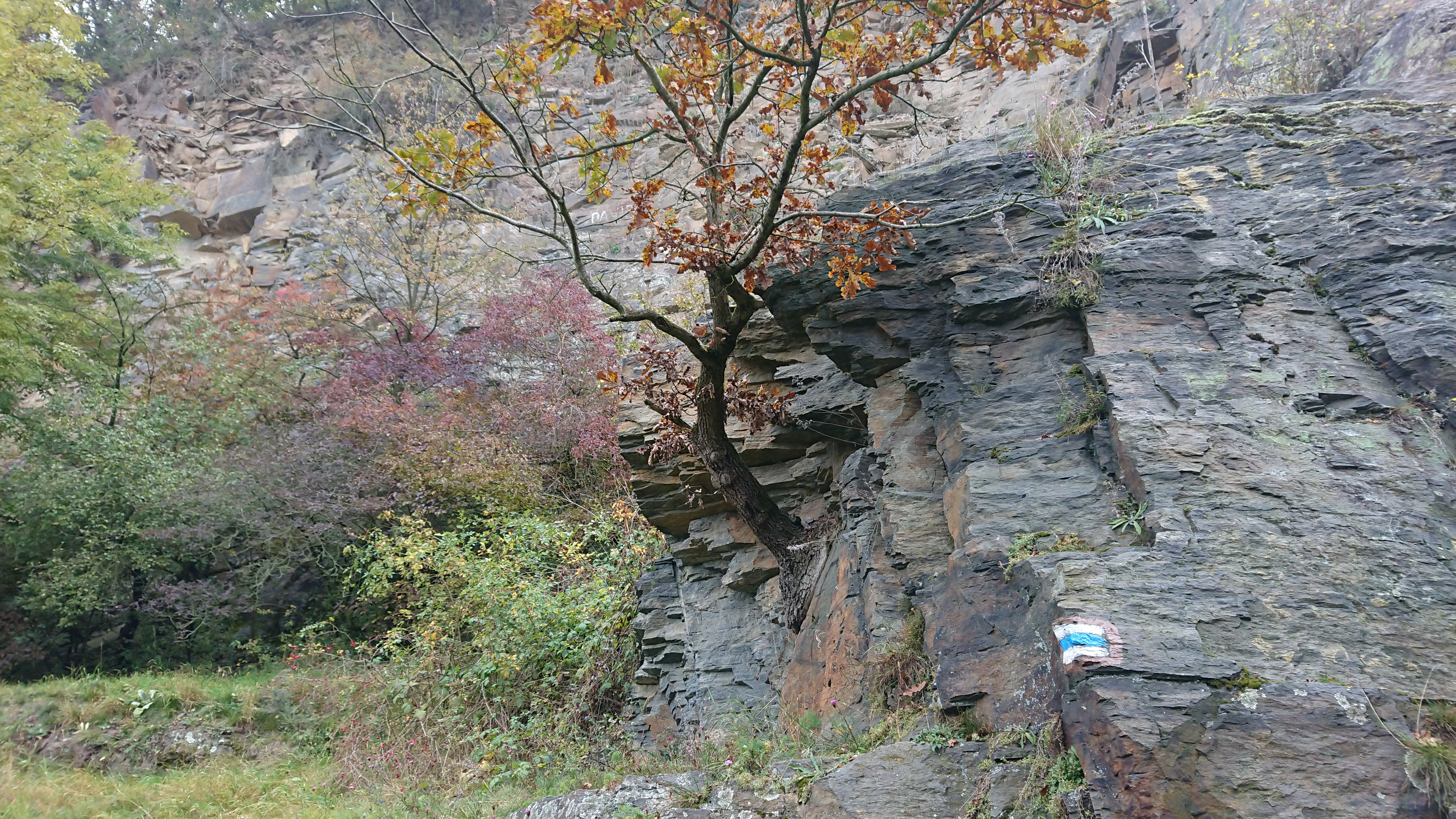
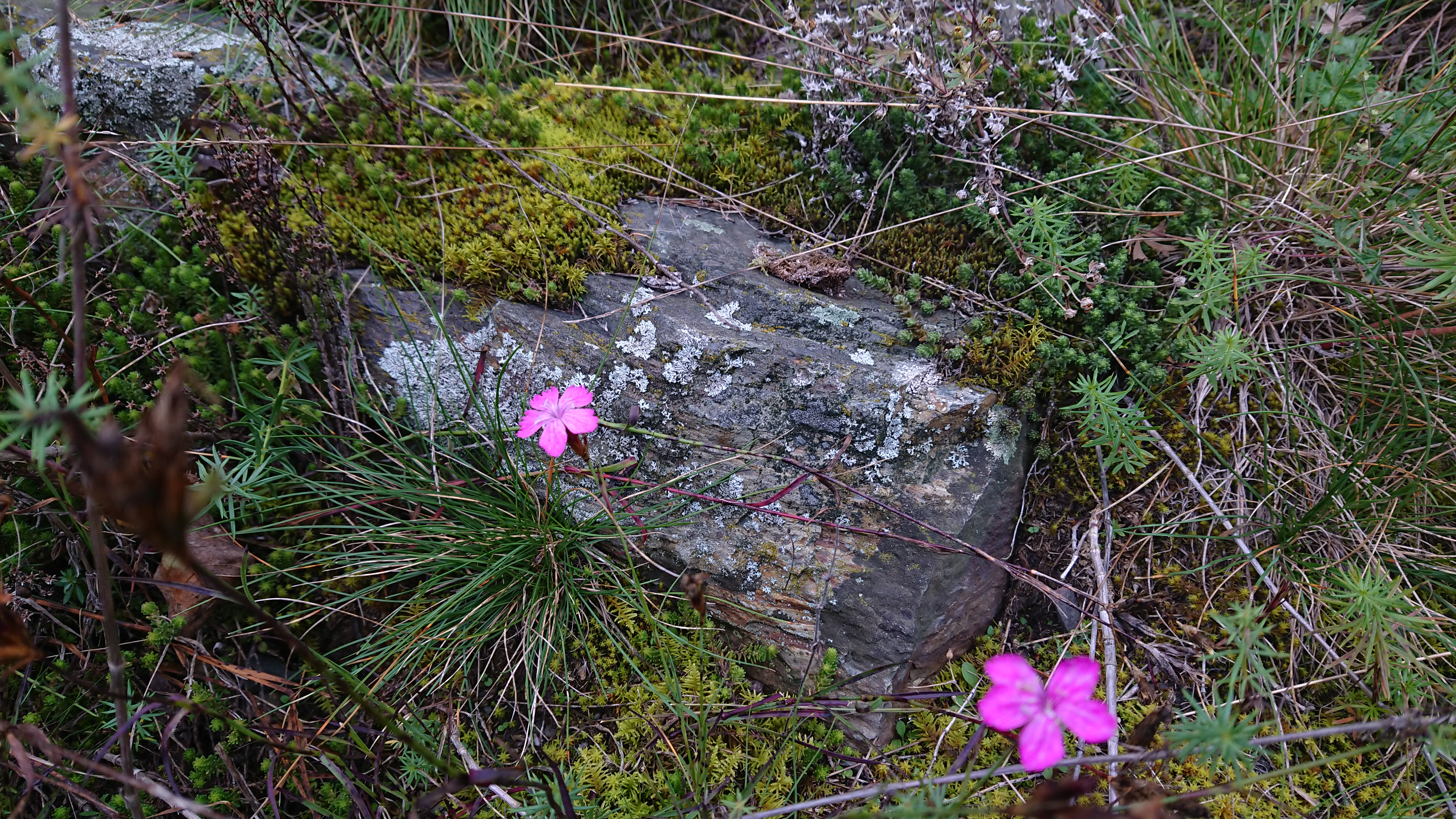